# Muntžak chocholatý
Muntžak chocholatý (Elaphodus cephalophus) je druh malých jelenů s charakteristickým chocholem tmavé srsti na temeni hlavy a typickými šavlovitými zuby u samců. Jedná se o sesterskou skupinu rodu muntžak žijící někde více na sever v široké oblasti střední Číny severovýchodně od Myanmaru a nedávno byl dokonce po 60 letech spatřen v Afghánistánu. I přes nadměrný lov a postupnou ztrátu přirozeného prostředí není tento druh muntžaka považován za ohrožený. Muntžak chocholatý je jediným druhem rodu Elaphodus. Je vázán na přirozené prostředí zalesněné horské krajiny až do výše 4 500 metrů nad mořem, což ztěžuje výzkum.

## Poddruhy
Jsou známy čtyři poddruhy muntžaka chocholatého, z nichž jeden má pochybný taxonomický status:
- Elaphodus cephalophus cephalophus – největší populace podruhu, srst do hněda, žije v oblastech jihozápadní Číny a severochývodního Myanmaru.
- Elaphodus cephalophus michianus – poměrně úzký čenich, obývá oblast jihovýchodní Číny.
- Elaphodus cephalophus ichangensis – poměrně široký čenich a srst více do šeda. Vyskytuje se na území střední Číny.[4]
- Elaphodus cephalophus fociensis – neprobádaný poddruh, neznámý výskyt.[3]

## Popis druhu

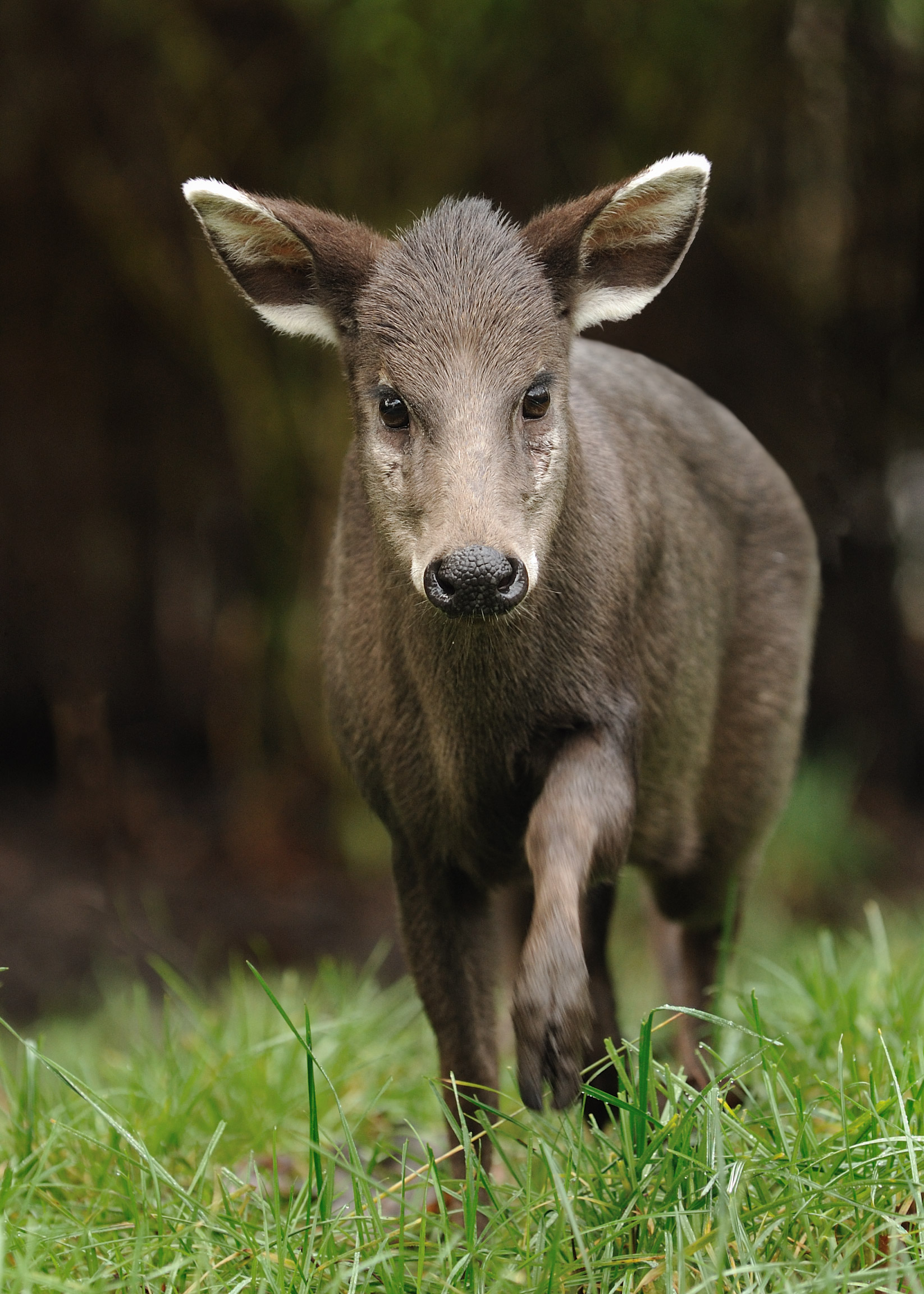
Samice muntžaka chocholatého

Muntžak chocholatý se vzhledově podobá ostatním muntžakům z rodu Muntiacus, ale delší krk a nohy tento druh visuálně zeštíhlují. Srst je hrubá s krátkými a tvrdými chlupy, v zimě se zdá černá a v létě nabývá čokoládově hnědé barvy. Rty, špičky uší a spodek pod ocasem jsou bílé. Chochol na temeni hlavy bývá většinou černý nebo hnědý a může měřit až 17 centimetrů.
Třeba nejvýraznějším rysem jsou šavlovité zuby u samčí populace, které mohou dorůstat až do délky 2,6 centimetrů. V ojedinělých případech mohou být i delší.
Muntžak chocholatý je malého vzrůstu, ale stále je větší, než většina populace muntžaků. Zaujímá výšku 50–70 centimetrů v kohoutku a váha zvířete se pohybuje v rozmezí 17–50 kilogramy. Ocas je krátký kolem 10 centimetrů. Parohy jsou pouze u samců a velmi krátké, téměř schované pod chocholem.

## Přirozený výskyt

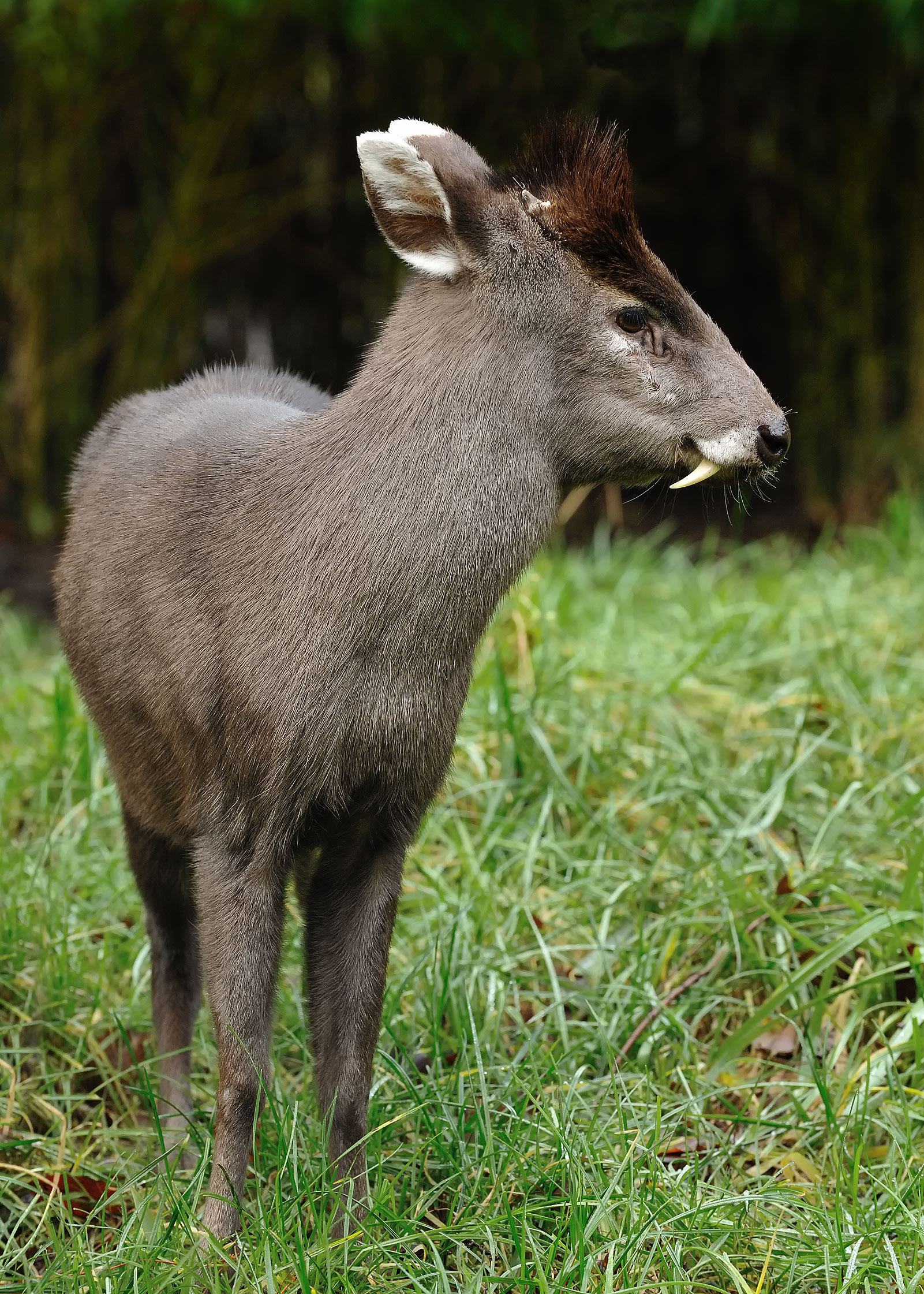
Samec muntžaka chocholatého, vidět lze šavlovitý špičák a výraznější chochol. Parohy jsou stěží rozeznatelné.

Muntžaka chocholatého lze vidět převážně v Číně, kde se vyskytuje na jihu od východního pobřeží k východnímu Tibetu v Himálaji. Směrem od nejjižnější části státu se nevyskytuje. Staré záznamy uvádějí zástupce druhu ještě na severovýchodě Myanmaru, ale nedávné průzkumy již nepotvrdily výskyt v těchto oblastech, nejspíše kvůli absenci průzkumů v preferovaných teritoriích.
Muntžak chocholatý obývá vysoké, vlhké lesy v rozmezí od 500 do 4 500 metrů nad mořem blízko hranicím lesa. Nachází se jak v lese neopadavých stromů, tak v lese se stromy opadavými, s rozsáhlým podrostem a blízko prameni čisté vody. Výskyty lizů rovněž pozitivním dílem přispívají k existenci zvířete. Tento druh je schopen odolat mírným zásahům člověka a občas se objevuje v zemědělských oblastech.

## Charakteristika
Muntžak chocholatý je převážně samotářský nebo tvoří páry. Je to noční tvor a pohybuje se po naučených stezkách okolo svého teritoria, které je samci přísně střeženo. Jedná se o plaché zvíře, které upřednostňuje místa s dobrým úkrytem, kde je výborně maskováno. Snadno se vyleká a při vyděšení ze sebe vydává štěkot před úprkem, kterým ukazuje svůj zadek při každém skoku a poté zalehne, čímž zmate predátora v pronásledování.
Období páření probíhá někdy mezi zářím a prosincem, během kterého lze dobře slyšet hlasitý štěkot, který vydávají samci. Období gravidity trvá 6 měsíců a vrh o počtu 1–2 kusů se narodí během brzkého léta. Mláďata pohlavně dozrávají ve věku od 1 do 2 let a dožívají se až 10–12 let ve volné přírodě. V zajetí se dožívají méně, protože časté návštěvy lidí toto plaché zvíře stresují.

## Ohrožení
Průzkumy z roku 1998 stanovily populaci čítající kolem 300 000–500 000 jedinců, přičemž značný pokles stále přetrvává. Nadměrný lov v Číně je velkým problémem nejen pro tento druh. Skrýš tohoto druhu je z poměrně luxusního textilního materiálu, zejména po horlivé snaze o ochranu ostatních ohrožených druhů. Úbytek přirozeného prostředí je také výrazný problém v rychle se rozvíjející zemi. V Číně jsou tyto druhy na seznamu regionálně chráněných druhů na mnoha místech, ale nejsou chráněny zákonem. Vyskytuje se v množství chráněných oblastí. Pro lepší ochranu tohoto chabě známého druhu jsou nutné další výzkumy.